# Thỏ giống lùn

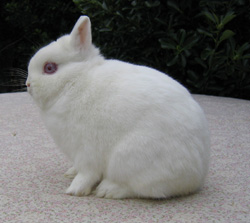
Một con thỏ lùn trắng

Thỏ giống lùn là một giống thỏ có nguồn gốc ban đầu từ Hà Lan. Chúng được hình thành do các tác động của một gen lùn duy nhất. Những thỏ đã có một cơ thể nhỏ gọn với một cái cổ ngắn và một khuôn mặt tròn. Thỏ lùn Hà Lan thường khoảng 1,5-2,6 pound trọng lượng và có tuổi thọ trung bình 7-10 năm. Tuy nhiên, bất kỳ giống thỏ với mức tối đa chấp nhận trọng lượng của 4 pound (1,81 kg) hoặc ít hơn có thể được coi là con thỏ lùn. Hầu hết các giống thỏ lùn có một ảnh hưởng đáng kể từ giống thỏ lùn Hà Lan nền tảng di truyền.

## Một số giống
- Thỏ tai cụp Mỹ (Lop Fuzzy): Trọng lượng tối đa của nó là 4 pound (1,81 kg), làm cho nó một trong những con thỏ lùn lớn hơn.
- Thỏ lùn Hotot: Một con thỏ lùn trắng tuyết với đôi tai dựng đứng và một dải hẹp màu quanh mắt như mascara. Trọng lượng tối đa của nó là 3 pound (1,36 kg).
- Thỏ tai cụp Hà Lan (Holland Lop): Tai thỏ có lông bình thường. Trọng lượng tối đa của nó là 4 pound (1,81 kg).
- Thỏ lấy lông Jersey: một con thỏ lùn với đôi tai dựng đứng. Trọng lượng tối đa của nó là 3,5 pound (1,587 kg).
- Thỏ sư tử (Lionhead): một con thỏ với bờm xù và trọng lượng không cân hơn 3,75 (1,70 kg)
- Thỏ lông màu (màu đen và nâu): Một chú thỏ lông dày màu đen với một cái bụng màu nâu có trọng lượng không hơn 4,5 pound (2,00 kg).

Có hai giống thỏ mà đã đạt được kích thước nhỏ thông qua nhân giống chọn lọc cẩn thận, không cần sử dụng một gen lùn từ thỏ lùn Hà Lan Netherland Dwarf. Hai giống này là thỏ Ba Lan và Thỏ Petite Anh (lai tạo từ thỏ Ba Lan tại Vương quốc Anh). Bên cạnh đó, ở Anh có công nhận ra một số giống thỏ rất nhỏ mà không được công nhận bởi Hiệp hội người nuôi thỏ Mỹ:
- Thỏ sư tử tai cụp cỡ nhỏ (Miniature Lion Lop): một phiên bản hơi nhỏ hơn của thỏ sư tử, với đôi tai cụp, trọng lượng không quá 3,5 pound (1,60 kg)
- Thỏ tai cụp Cashmere cỡ nhỏ (Miniature Cashmere Lop): một con thỏ tai cụp nhỏ bé với một lớp lông khoác angora ngắn, trọng lượng không quá 3,5 pound (1,60 kg)